# Necrotaulius kubekovi
Necrotaulius kubekovi is een fossiele soort schietmot uit de familie Necrotauliidae.